# Letnie Mistrzostwa Świata Weteranów w Skokach Narciarskich 2008
Letnie Mistrzostwa Świata Weteranów w Skokach Narciarskich 2008 – trzecia edycja letnich mistrzostw świata weteranów w skokach narciarskich, rozegrana w dniach 18 do 21 września w Einsiedeln

## Medaliści
| Kategoria wiekowa         | Złoty medal        | Kraj       | Odl.            | Pkt   | Srebrny medal          | Kraj                   | Odl.                   | Pkt                    | Brązowy medal                | Kraj                      | Odl.                        | Pkt                       |
| ------------------------- | ------------------ | ---------- | --------------- | ----- | ---------------------- | ---------------------- | ---------------------- | ---------------------- | ---------------------------- | ------------------------- | --------------------------- | ------------------------- |
| K-25                      |                    |            |                 |       |                        |                        |                        |                        |                              |                           |                             |                           |
| Klasa 10 (75 – 79)        | Richard Diess      | Austria    | 19,5 m 20,5 m   | 176,0 | Wystartował 1 zawodnik | Wystartował 1 zawodnik | Wystartował 1 zawodnik | Wystartował 1 zawodnik | Wystartował 1 zawodnik       | Wystartował 1 zawodnik    | Wystartował 1 zawodnik      | Wystartował 1 zawodnik    |
| Klasa 9 (70 – 74)         | Janken Hallstrom   | Szwecja    | 17,0 m x        | 50,8  | Wystartował 1 zawodnik | Wystartował 1 zawodnik | Wystartował 1 zawodnik | Wystartował 1 zawodnik | Wystartował 1 zawodnik       | Wystartował 1 zawodnik    | Wystartował 1 zawodnik      | Wystartował 1 zawodnik    |
| Klasa 8 (65 – 69)         | Olle Stromvall     | Szwecja    | 17,5 m 19,5 m   | 156,8 | Wystartował 1 zawodnik | Wystartował 1 zawodnik | Wystartował 1 zawodnik | Wystartował 1 zawodnik | Wystartował 1 zawodnik       | Wystartował 1 zawodnik    | Wystartował 1 zawodnik      | Wystartował 1 zawodnik    |
| Klasa 5 (50 – 54)         | Vasyl Nikiforuk    | Ukraina    | 21,0 m 21,0 m   | 176,8 | Modris Kruze           | Łotwa                  | 20,0 m 21,0 m          | 171,9                  | Robert Frank                 | Austria                   | 15,0 m 16,0 m               | 119,9                     |
| Klasa 3 (40 – 44)         | Gyula Takacs       | Węgry      | 20,5 m 21,5 m   | 175,3 | Markus Zurcher         | Szwajcaria             | 21,0 m 21,5 m          | 175,0                  | Csaba Floidl                 | Węgry                     | 19,5 m 19,0 m               | 160,4 m                   |
| Klasa 1 (30 – 34)         | Markus Durheimer   | Szwecja    | 21,0 m 22,0 m   | 185,2 | Wystartował 1 zawodnik | Wystartował 1 zawodnik | Wystartował 1 zawodnik | Wystartował 1 zawodnik | Wystartował 1 zawodnik       | Wystartował 1 zawodnik    | Wystartował 1 zawodnik      | Wystartował 1 zawodnik    |
| K-45                      |                    |            |                 |       |                        |                        |                        |                        |                              |                           |                             |                           |
| Klasa 10 (74 – 79)        | Richard Diess      | Austria    | 33,0 m 31,0 m   | 125,3 | Wystartował 1 zawodnik | Wystartował 1 zawodnik | Wystartował 1 zawodnik | Wystartował 1 zawodnik | Wystartował 1 zawodnik       | Wystartował 1 zawodnik    | Wystartował 1 zawodnik      | Wystartował 1 zawodnik    |
| Klasa 8 (65 – 69)         | Olle Stromvall     | Szwecja    | 31,0 m 30,5 m   | 121,8 | Wystartował 1 zawodnik | Wystartował 1 zawodnik | Wystartował 1 zawodnik | Wystartował 1 zawodnik | Wystartował 1 zawodnik       | Wystartował 1 zawodnik    | Wystartował 1 zawodnik      | Wystartował 1 zawodnik    |
| Klasa 7 (60 – 64)         | Rolf Markussen     | Norwegia   | 39,0 m 41,5 m   | 186,6 | Dieter Ignatowski      | Niemcy                 | 31,0 m 30,5 m          | 119,8                  | Wystartowało 2 zawodników    | Wystartowało 2 zawodników | Wystartowało 2 zawodników   | Wystartowało 2 zawodników |
| Klasa 6 (55 – 59)         | Valerii Savin      | Ukraina    | 38,0 m 39,5 m   | 177,5 | Sindre Helland         | Norwegia               | 35,0 m 35,0 m          | 155,0                  | Modris Krūze                 | Łotwa                     | 34,0 m 32,5 m               | 130,8                     |
| Klasa 5 (50 – 54)         | Alf Johnny Jenssen | Norwegia   | 39,5 m 39,0 m   | 182,2 | Jurgen Stielow         | Niemcy                 | 36,5 m 42,5 m          | 179,8                  | Vasyl Nikiforuk              | Ukraina                   | 32,5 m 32,0 m               | 124,4                     |
| Klasa 4 (45 – 49)         | Axel Dorn          | Niemcy     | 39,5 m 40,5 m   | 182,5 | Robert Klementschitsch | Austria                | 36,0 m 35,0 m          | 152,7                  | Alan Donald Jones            | Wielka Brytania           | 34,0 m 35,5 m               | 143,9                     |
| Klasa 3 (40 – 44)         | Jurgen Dilger      | Niemcy     | 42,5 m 41,5 m   | 207,8 | Jens – Peter Reiner    | Niemcy                 | 40,0 m 38,0 m          | 180,6                  | James Lambert Pietro Nilsson | Wielka Brytania · Szwecja | 39,5 m 41,0 m 38,0 m 40,0 m | 176,6                     |
| Klasa 1 (30 – 34)         | László Molnár      | Węgry      | 42,5 m 41,5 m   | 194,3 | Alexandr Postanogov    | Rosja                  | 41,0 m 40,5 m          | 189,8                  | Alexander Winterhalder       | Niemcy                    | 38,5 m 41,0 m               | 179,4                     |
| Klasa 0 (20 – 29,kobiety) | Maik Stielow       | Niemcy     | 39,5 m 40,0 m   | 183,9 | Danny Schonmann        | Niemcy                 | 36,0 m 36,5 m          | 152,5                  | Nadine Buchschacher**        | Szwajcaria                | 24,0 m 25,0 m               | 65,3                      |
| K-70                      |                    |            |                 |       |                        |                        |                        |                        |                              |                           |                             |                           |
| Klasa 7 (60 – 64)         | Rolf Markussen     | Norwegia   | 59,0 m 55,0 m   | 150,3 | Wystartował 1 zawodnik | Wystartował 1 zawodnik | Wystartował 1 zawodnik | Wystartował 1 zawodnik | Wystartował 1 zawodnik       | Wystartował 1 zawodnik    | Wystartował 1 zawodnik      | Wystartował 1 zawodnik    |
| Klasa 5 (50 – 54)         | Jurgen Stielow     | Niemcy     | 64,0 m 65,0 m   | 185,8 | Arne Stein Hoel        | Norwegia               | 63,0 m 63,0 m          | 177,2                  | Olav Hage                    | Norwegia                  | 60,0 m 62,0 m               | 176,9                     |
| Klasa 4 (45 – 49)         | Axel Dorn          | Niemcy     | 67,5 m 68,5 m   | 206,7 | Tom Sandvik            | Norwegia               | 60,5 m 60,0 m          | 168,6                  | Knut Bjerke                  | Norwegia                  | 60,0 m 55,5 m               | 160,6                     |
| Klasa 3 (40 – 44)         | Nicolas Jean-Prost | Francja    | 68,5 m 71,0 m   | 215,4 | Jurgen Dilger          | Niemcy                 | 60,0 m 59,0 m          | 174,3                  | James Lambert                | Wielka Brytania           | 60,0 m 61,0 m               | 168,2                     |
| Klasa 2 (35 – 39)         | Marko Gohlke       | Niemcy     | 70,5 m 70,0 m   | 220,6 | Francis Repellin       | Francja                | 65,0 m 63,0 m          | 189,6                  | Roland Pichler               | Austria                   | 61,0 m 61,5 m               | 173,0                     |
| Klasa 1 (30 – 34)         | Gido Windisch      | Niemcy     | 70,0 m 70,5 m   | 217,6 | Josef Hlava            | Czechosłowacja         | 67,0 m 63,0 m          | 197,0                  | Kaspar Miloslav              | Czechosłowacja            | 66,0 m 65,0 m               | 191,2                     |
| Klasa 0 (20 – 29,kobiety) | Michi Ochsner      | Szwajcaria | 68,0 m 69,0 m   | 213,4 | Markus Steiner         | Szwajcaria             | 65,0 m 67, m           | 201,4                  | Benjamin Schwab              | Niemcy                    | 61,5 m 58,5 m               | 168,5                     |
| K-105                     |                    |            |                 |       |                        |                        |                        |                        |                              |                           |                             |                           |
| Klasa 5 (50 – 54)         | Arne Stein Hoel    | Norwegia   | 87,0 m 90,0 m   | 150,6 | Anton Zapf             | Niemcy                 | 82,0 m 84,0 m          | 127,3                  | Arne Jens Jorgensen          | Norwegia                  | 73,5 m 87,0 m               | 117,4                     |
| Klasa 3 (40 – 44)         | Nicolas Jean-Prost | Francja    | 105,0 m 92,0 m  | 190,1 | Knut Bjerke            | Norwegia               | 78,0 m 76,0 m          | 113,2                  | Robert Petterson             | Szwecja                   | 66,0 m 60,0 m               | 57,3                      |
| Klasa 2 (35 – 39)         | Bruno Reuteler     | Szwajcaria | 101,0 m 111,0 m | 222,6 | Marko Gohlke           | Niemcy                 | 100,5 m 107,0 m        | 220,0                  | Francis Repellin             | Francja                   | 77,0 m 78,0 m               | 110,0                     |
| Klasa 1 (30 – 34)         | Marco Steinauer    | Szwajcaria | 106,0 m 103,0 m | 224,2 | Gido Windisch          | Niemcy                 | 105,5 m 106,0 m        | 220,7                  | Erich Hermann                | Szwajcaria                | 95,0 m 92,0 m               | 179,1                     |
| Klasa 0 (20 – 29,kobiety) | Tobias Gantenbein  | Szwajcaria | 103,0 m 105,5 m | 220,8 | Heiri Kaelin           | Szwajcaria             | 97,0 m 99,0 m          | 195,3                  | Michi Ochsner                | Szwajcaria                | 89,0 m 92,5 m               | 171,2                     |

## Statystyka
| Miejsce | Kraj            | Złoto | Srebro | Brąz | Razem |
| ------- | --------------- | ----- | ------ | ---- | ----- |
| 1.      | Niemcy          | 7     | 8      | 2    | 17    |
| 2.      | Norwegia        | 4     | 4      | 3    | 11    |
| 3.      | Szwajcaria      | 4     | 3      | 3    | 10    |
| 4.      | Szwecja         | 4     | 0      | 2    | 6     |
| 5.      | Austria         | 2     | 1      | 2    | 5     |
| 6.      | Francja         | 2     | 1      | 1    | 4     |
| 7.      | Ukraina         | 2     | 0      | 1    | 3     |
| 7.      | Węgry           | 2     | 0      | 1    | 3     |
| 9.      | Czechy          | 0     | 1      | 1    | 2     |
| 9.      | Łotwa           | 0     | 1      | 1    | 2     |
| 11.     | Rosja           | 0     | 1      | 0    | 1     |
| 12.     | Wielka Brytania | 0     | 0      | 3    | 3     |